# Jurij Bizjak
Jurij Bizjak (Col, 22 de febrero de 1947) es un prelado católico esloveno. Entre 2012 y 2024, se desempeñó como obispo de la Diócesis de Koper. Anteriormente, se desempeñó como obispo de Gergis.

## Educación
El obispo Bizjak nació como hijo mayor en el seno de una familia católica con cuatro hijos en el actual municipio de Ajdovščina, en la región del Litoral esloveno.
Tras terminar la escuela primaria, que cursó en su Col natal (1953-1958) y en Ajdovščina (1958-1961), Jurij se graduó en un Seminario Menor de Vipava con el bachillerato en 1965 y fue admitido en el Seminario Teológico Mayor de Liubliana y al mismo tiempo ingresó en la Facultad de Teología de la Universidad de Liubliana, donde estudió desde 1965 hasta 1972 y fue ordenado sacerdote el 29 de junio de 1971, mientras completaba sus estudios filosóficos y teológicos. Entretanto, entre 1966 y 1967, cumplió el servicio militar obligatorio en el ejército yugoslavo.

## Prelado
El 13 de mayo de 2000, fue nombrado por el papa Juan Pablo II como obispo titular de Gergis y obispo auxiliar de la Diócesis de Koper. El 5 de julio de 2000, fue consagrado obispo por el obispo de Koper Metod Pirih y otros prelados de la Iglesia Católica en la Catedral de la Asunción de la Virgen María en Koper.
Tras la jubilación de Metod Pirih el 26 de mayo de 2012, se convirtió en obispo de la Diócesis de Koper.